# Brewster County
Das Brewster County ist das flächenmäßig größte County im Bundesstaat Texas der Vereinigten Staaten. Das U.S. Census Bureau hat bei der Volkszählung 2020 eine Einwohnerzahl von 9.546 ermittelt. Der Sitz der County-Verwaltung (County Seat) befindet sich in Alpine.

## Geographie
Das County liegt südwestlich des geographischen Zentrums von Texas und grenzt im Süden und Südosten an Mexiko. Es hat eine Fläche von 16.039 Quadratkilometern, nennenswerte Wasserfläche gibt es nicht. Das County grenzt im Uhrzeigersinn an folgende Countys: Pecos County, Terrell County, Presidio County und Jeff Davis County.

## Geschichte
Brewster County wurde am 2. Februar 1887 aus Teilen des Presidio County gebildet. Benannt wurde es nach Henry Percy Brewster (1816–1884), einem Kriegsminister der Republik Texas und späteren Chef des Stabes unter dem Konföderierten-General Joseph E. Johnston.
Zwölf Bauwerke und Stätten des Countys sind im National Register of Historic Places (NRHP) eingetragen (Stand 2. Oktober 2018).

## Demografische Daten

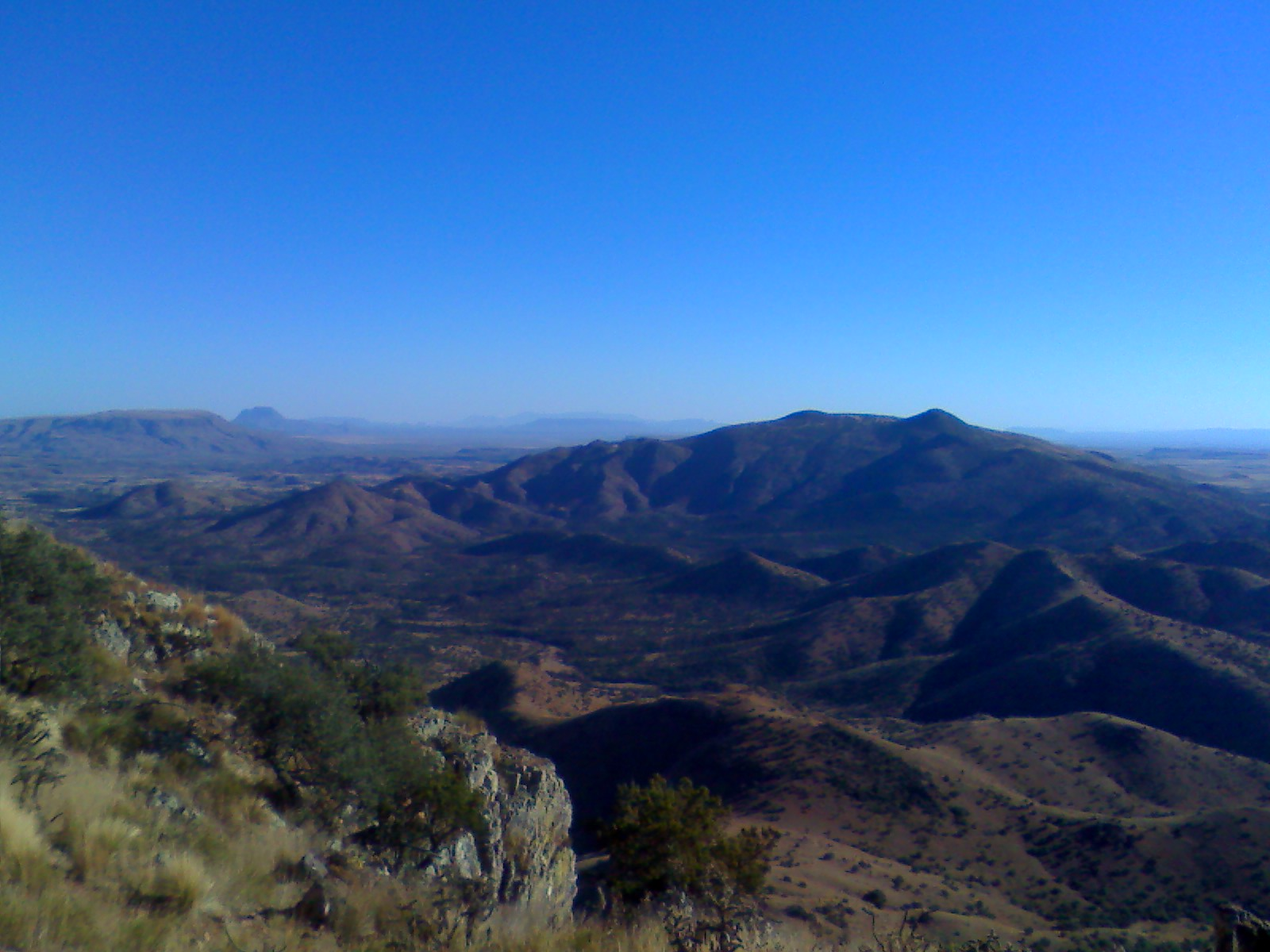
Blick über das Brewster County

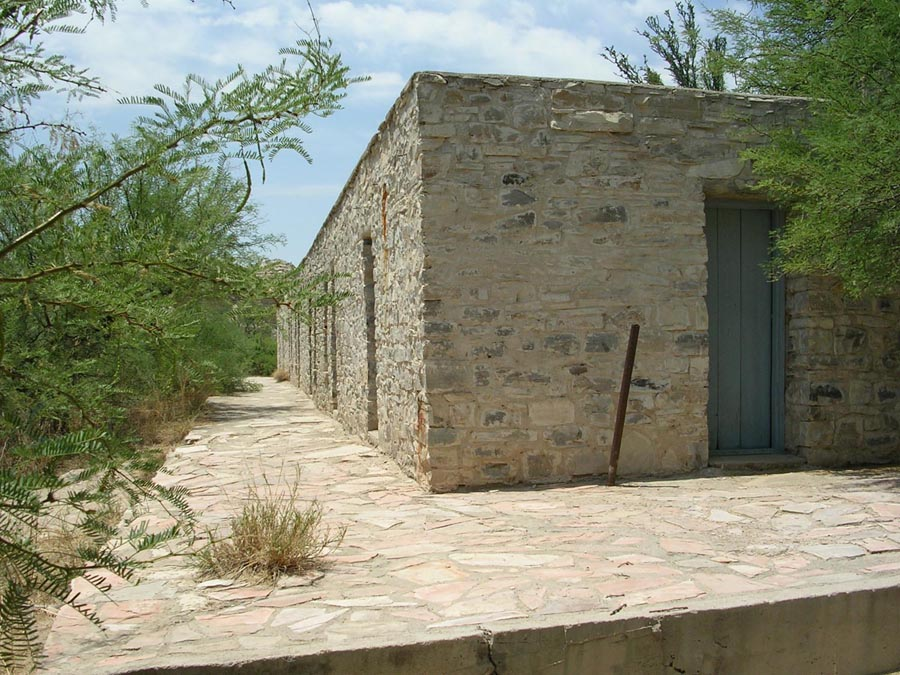
Hot Springs Cabins im Big Bend National Park, gelistet im NRHP mit der Nr. 74000278

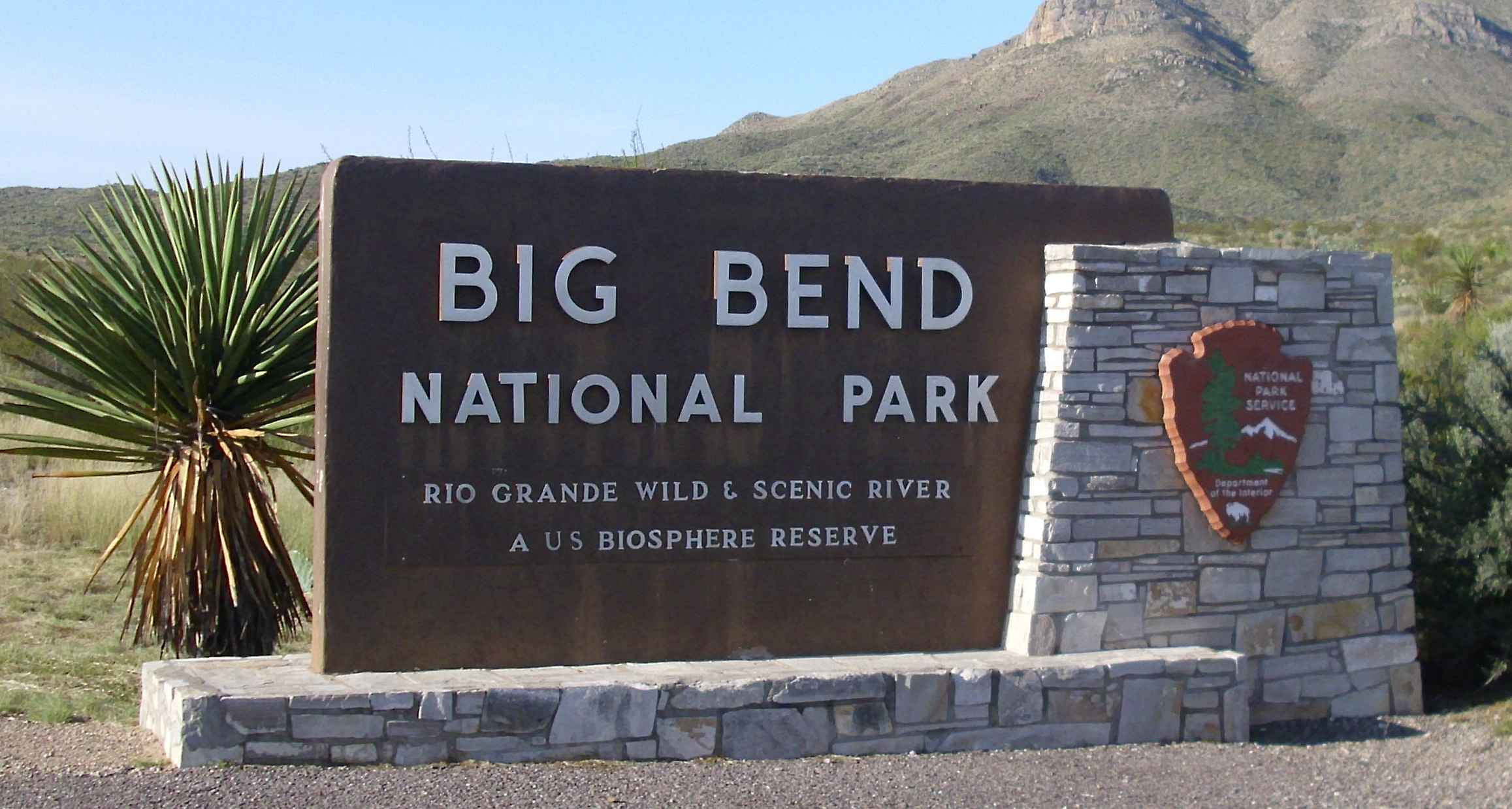
Eingang zum Big Bend National Park

Laut Volkszählung im Jahr 2000 lebten im Brewster County 8.866 Menschen; es wurden 3.669 Haushalte und 2.216 Familien gezählt. Die Bevölkerungsdichte betrug 1 Einwohner pro Quadratkilometer. Ethnisch betrachtet setzte sich die Bevölkerung zusammen aus 81,09 Prozent Weißen, 1,22 Prozent Afroamerikanern, 0,85 Prozent amerikanischen Ureinwohnern, 0,37 Prozent Asiaten, 0,06 Prozent Bewohnern aus dem pazifischen Inselraum und 13,44 Prozent aus anderen ethnischen Gruppen; 2,98 Prozent stammten von zwei oder mehr Ethnien ab. 43,62 Prozent der Einwohner waren spanischer oder lateinamerikanischer Abstammung.
Von den 3.669 Haushalten hatten 26,6 Prozent Kinder oder Jugendliche, die mit ihnen zusammen lebten. 46,7 Prozent waren verheiratete, zusammenlebende Paare 10,0 Prozent waren allein erziehende Mütter und 39,6 Prozent waren keine Familien. 32,8 Prozent waren Singlehaushalte und in 11,4 Prozent lebten Menschen im Alter von 65 Jahren oder darüber. Die durchschnittliche Haushaltsgröße betrug 2,31 und die durchschnittliche Familiengröße betrug 2,96 Personen.
22,2 Prozent der Bevölkerung war unter 18 Jahre alt, 14,8 Prozent zwischen 18 und 24, 24,5 Prozent zwischen 25 und 44, 23,9 Prozent zwischen 45 und 64 und 14,6 Prozent waren 65 Jahre alt oder älter. Das Medianalter betrug 36 Jahre. Auf 100 weibliche Personen kamen 99 männliche Personen und auf 100 Frauen im Alter von 18 Jahren oder darüber kamen 98,4 Männer.
Das jährliche Durchschnittseinkommen eines Haushalts betrug 27.386 USD, das Durchschnittseinkommen einer Familie betrug 33.962 USD. Männer hatten ein Durchschnittseinkommen von 26.934 USD, Frauen 21.250 USD. Das Prokopfeinkommen betrug 15.183 USD. 12,6 Prozent der Familien und 18,2 Prozent der Einwohner lebten unterhalb der Armutsgrenze.

## Orte im Brewster County
City
| - Alpine |

Census-designated places (CDP)
| - Marathon - Study Butte | - Terlingua |

Unincorporated Communitys
| - Altuda - Arick Village | - Boquillas - Lajitas | - Rosenfeld - Tesnus |

Ghost Towns
| - Castolon | - Glenn Springs |